# Schroders
A Schroders plc é uma empresa multinacional britânica de gerenciamento de ativos, fundada em 1804. A empresa emprega mais de 5.000 pessoas em todo o mundo em 32 locais na Europa, América, Ásia, África e Oriente Médio. Sediada na cidade de Londres, é negociada na Bolsa de Londres e é um componente do Índice FTSE 100.
Schroders leva o nome da família Schröder, uma importante família hanseática de Hamburgo com filiais em outros países. A família Schroder, através de empresas fiduciárias, propriedade individual e instituições de caridade, controla 47,93% das ações ordinárias da Companhia.

## História
A história de Schroders começou em 1804, quando Johann Heinrich Schröder (John Henry) tornou-se sócio da firma de seu irmão, com sede em Londres, Johann Friedrich (John Frederick). Em 1818, a J. Henry Schröder & Co. foi fundada em Londres.
Durante a Guerra Civil Americana, Schroders "emitiu títulos de £3 milhões em 1863 para a Confederação".
Os principais eventos no desenvolvimento do negócio incluem o estabelecimento da J Henry Schroder Banking Corporation ('Schrobanco') como um banco comercial em Nova York em 1923, a oferta pública de ações da J. Henry Schroder & Co. Ltd na London Stock Exchange em 1959 e na aquisição da Helbert, Wagg & Co, uma casa emissora líder, em 1962.
Em 1986, a Companhia alienou o Schrobanco, seu braço de bancos comerciais em Nova York e adquiriu 50% do Wertheim & Co., um banco de investimentos de nível intermediário com sede em Nova York, cujas atividades se assemelhavam mais às do negócio de Londres.
Schroders desempenhou um papel de liderança nas privatizações realizadas pelo governo do Reino Unido na década de 1980 e deveria crescer drasticamente sob Winfried Bischoff. Schroders valia 30 milhões de libras quando assumiu o cargo de CEO em 1984: no entanto, em 2000, a empresa vendeu sua divisão de banco de investimento ao Citigroup por 1,3 bilhão de libras. O braço europeu de banco de investimento do Citigroup foi negociado como Schroder Salomon Smith Barney de 2000 a 2003.
Em 2013, a Schroders comprou o braço de gerenciamento de capital da Cazenove em um negócio no valor de 424 milhões de libras.

## Operações atuais
Em 31 de dezembro de 2018, a Schroders era responsável por ativos no valor de 421,4 bilhões de libras em nome de clientes, incluindo empresas, companhias de seguros, autoridades locais e públicas, instituições de caridade, instituições de caridade, fundos de pensão, pessoas físicas de alto patrimônio líquido e investidores de varejo.

## Colaboração com universidades
Em junho de 2014, a MAPS (Multi-Asset Investments and Portfolio Solutions) da Schroders anunciou uma colaboração com o professor Anthony G. Constantinides, diretor do recém-criado Laboratório de Processamento de Sinais Financeiros do Imperial College (FSP).